# Filikí Etería

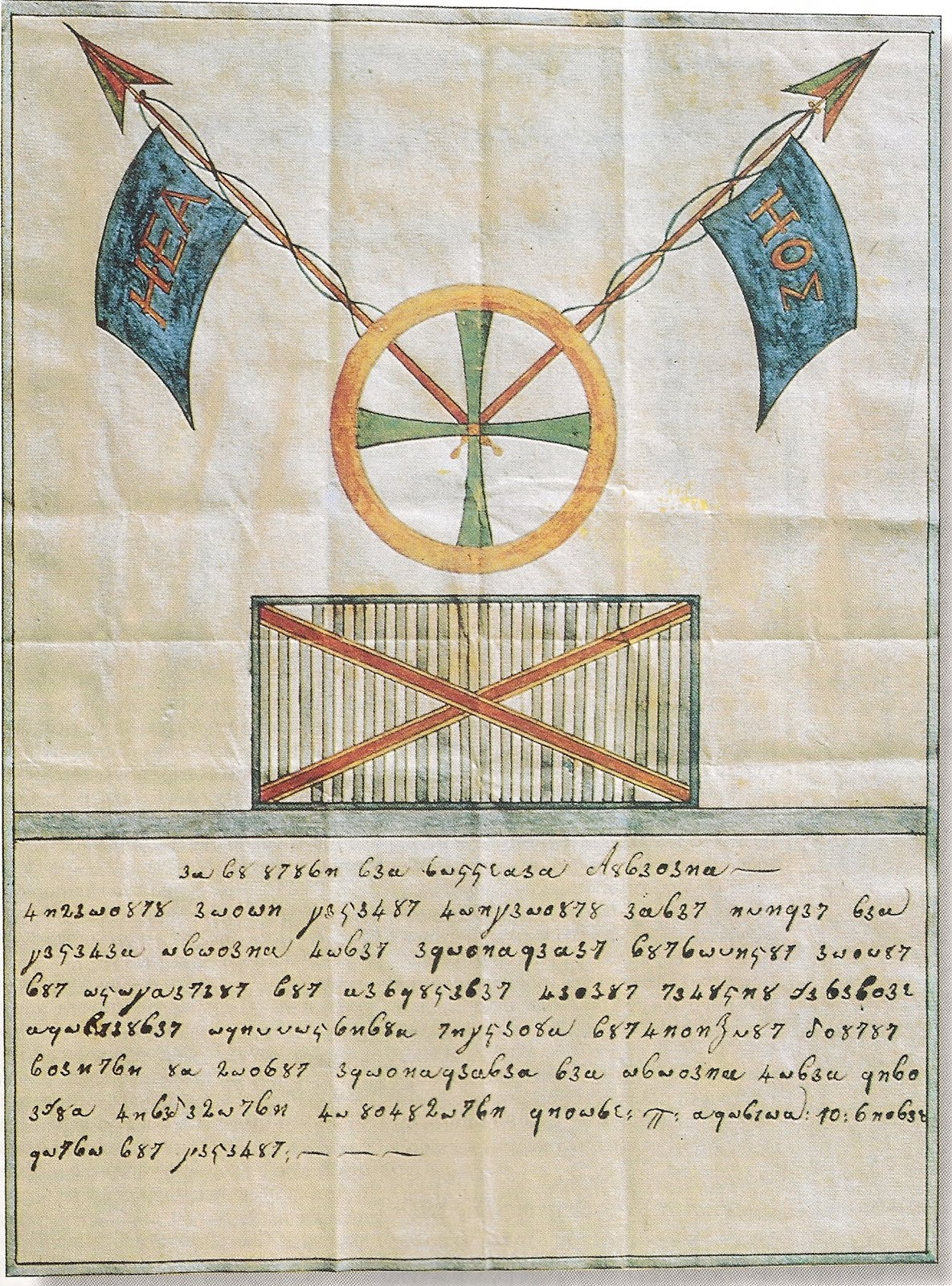
Emblema de la Filikí Etería.
Las banderas llevan la abreviatura del lema de la sociedad, que hoy es también el lema de Grecia: «ὴ Ελευθερία ή θάνατος», «Libertad o muerte».

La Filikí Etería (en griego: Φιλική Εταιρεία, Sociedad Amistosa, Sociedad de Amigos o Sociedad de Compañeros) fue una sociedad secreta creada en Odesa en 1814. Fue la más importante de las sociedades secretas nacidas de la difusión de las ideas de la Revolución de las Trece Colonias y de la Revolución francesa en la sociedad rumana, serbia y sobre todo griega de los Balcanes bajo ocupación otomana: estaba la sociedad Frăția (Hermandad) en los principados de Moldavia y Valaquia, la Skoupchina (Asamblea) serbia de Miloš Obrenovićh y sobre todo la Filikí Etería cuyo objetivo era la independencia de Grecia.
Era tanto una manifestación del sentimiento nacional griego como la causa que transforma ese sentimiento nacional en insurrección. Tuvo un comienzo difícil, tanto a nivel de reclutamiento como económico. Aunque no logró convencer a Ioannis Kapodistrias para que asumiera el poder, Aléxandros Ipsilantis aceptó en abril de 1820.
Desempeñó un papel decisivo en la preparación y conducción de la guerra de Independencia de Grecia. Fue por iniciativa de la Filikí Etería que estalló el levantamiento en los principados de Moldavia y Valaquia y en el Peloponeso. El 1 de enero de 1822 (13 de enero en el calendario gregoriano) la Asamblea Nacional reunida en Epidauro proclamó la independencia de Grecia. Quince días después, la bandera de Hetairia fue reemplazada por la bandera griega azul y blanca. La sociedad queda efectivamente disuelta.

## Origen e influencias
Incluso antes de la publicación del Canto de Guerra (Thourios, 1797) del poeta griego Rigas Velestinlís o de la Istoriya Slavyanobolgarskaya (1762) de Paisio de Hilandar, un monje búlgaro del monasterio de Hilandar  en el monte Athos, las aspiraciones de la «nación ortodoxa» bajo el dominio otomano se manifestaron en cuatro etapas:
1. Inicialmente, los cristianos ortodoxos que se rebelaron contra el dominio otomano formaron grupos de kleftess y haiduques, a medio camino entre el bandidaje y el bandolerismo social;
2. En la segunda etapa, a finales del siglo XVIII, los ecos de la Revolución francesa despertaron el entusiasmo de los intelectuales cristianos en los Balcanes y despertaron su deseo de emancipación. Sus activistas, de todos los orígenes, se reunieron a principios del siglo XIX en sociedades revolucionarias secretas, de las que la Filikí Etería fue la mejor estructurada; El idioma griego era su lengua común y su lema era ελευθερία ή θάνατος, libertatea sau moartea o свобода или смърт: 'libertad o muerte'. Este segundo período, "transnacional", terminó en las décadas de 1820 y 1830 con los comienzos y luego el éxito de la guerra de Independencia de Grecia, la revolución moldavo-valaca y, poco después, con las reformas del Imperio otomano;
3. el tercer período va desde mediados del  siglo XIX hasta la guerra ruso-turca de 1877-1878 y se caracteriza por la separación lingüística de los revolucionarios y por una manifestación de identidades y aspiraciones cada vez menos religiosas y cada vez más nacionales: los comitadjis búlgaros aspiran a recrear un gran Estado búlgaro según el modelo de los descritos por los Paissii de Hilendar, los combatientes de la Organización Revolucionaria Interna de Macedonia (ORIM) desarrollan la idea de una autonomía macedonia dentro del marco otomano, mientras que los griegos, habiendo obtenido la independencia del Reino de Grecia, ahora aspiran a ampliarlo para reunir bajo su bandera al mayor número posible de poblaciones de habla griega. Sin embargo, esta separación y las rivalidades que engendró, particularmente en Macedonia, no les impidieron permanecer unidos contra el Imperio otomano hasta la primera guerra de los Balcanes inclusive;
4. el cuarto período, ya anunciado por el Congreso de Berlín (1878), se manifestó con la segunda guerra de los Balcanes: a partir de entonces los diversos movimientos eran claramente rivales y el lado religioso desapareció por completo en favor del lado nacional que se volvió excluyente, en parte debido a El Gran Juego en los Balcanes, las tendencias enpaneslavas apoyadas por el Imperio ruso, el pangermanismo apoyado por el Imperio austrohúngaro y el Imperio alemán, a los que se oponían el Imperio británico y el Segundo Imperio francés, cada una de estas grandes potencias instrumentalizando el nacionalismo de uno u otro de los pueblos balcánicos.[3]

En Grecia, en la última parte del siglo XVIII, Rigas Velestinlís produjo numerosas obras literarias y políticas. Primero entró al servicio de los fanariotas que gobernaban en los principados del Danubio de Moldavia y Valaquia. Luego se trasladó a Viena donde conoció a la comunidad griega.. Su Thourios (o Canción de Guerra) de 1797 contiene un juramento contra la tiranía y un llamado a todas las poblaciones de los Balcanes a luchar contra ella. También redactó un proyecto constitucional para Grecia y una confederación balcánica. La francmasonería, tuvo la idea de crear una sociedad secreta que trabajara por la independencia griega y de los Balcanes en general. Contaba con la intervención de Napoleón Bonaparte tras sus victorias en Italia. Incluso intentó contactar con él en Venecia en 1797, justo antes de ser arrestado y ejecutado en 1798. Se dice que creó una Etería en Viena en la década de 1790.

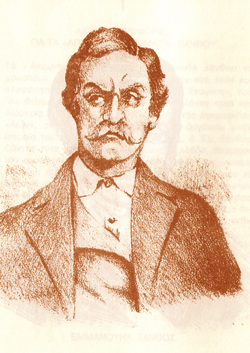
Nikolaos Skoufas.

En 1809, los griegos de París organizaron una sociedad de ayuda mutua para todos los griegos en Francia. Su signo de pertenencia es un anillo de oro grabado con los símbolos de la asociación. Athanasios Tsakalof, uno de los fundadores de la Filikí Etería, fue miembro de ella. Otra sociedad también tiene un anillo como signo de pertenencia: la Hetería de los filomusos (en griego: Φiλόμουσος Εταιρεία, romanizado: Filómousos Etería) cuyos fines son la preservación de las antigüedades de la Antigua Grecia]] y la educación intelectual y moral de la población. Esta «Asociación de Amigos de las Artes», como a veces también se la conoce, estaba creciendo rápidamente en Grecia y en el extranjero. Llegó incluso a reclutar entre los participantes del Congreso de Viena y el emperador Alejandro I de Rusia fue uno de sus más generosos donantes, de ahí la ambigüedad mantenida posteriormente por la Filikí Etería respecto del apoyo al soberano ruso. Los miembros de la Hetería de los Philomuses llevan un anillo de oro y los donantes un anillo de bronce.
En 1813, Emmanouíl Xánthos, otro fundador de la sociedad, fue iniciado en la francmasonería durante una estancia en Léucade. Esta iniciación le dio la idea de crear una sociedad secreta que se inspiraría en ella para reunir a odos los kapitanioi de los kleftes y los armatoles, así como a los demás líderes de todas las clases de griegos, en Grecia o en otros lugares, con vistas, en última instancia, a liberar la patria. Esta nueva sociedad secreta fue fundada en Odesa por Nikólaos Skoufás, , Athanásios Tsakálof  y Emmanouíl Xánthos el 14 de septiembre de1814 (26 de septiembre en el calendario gregoriano).

## Organización

### Jerarquía e iniciación

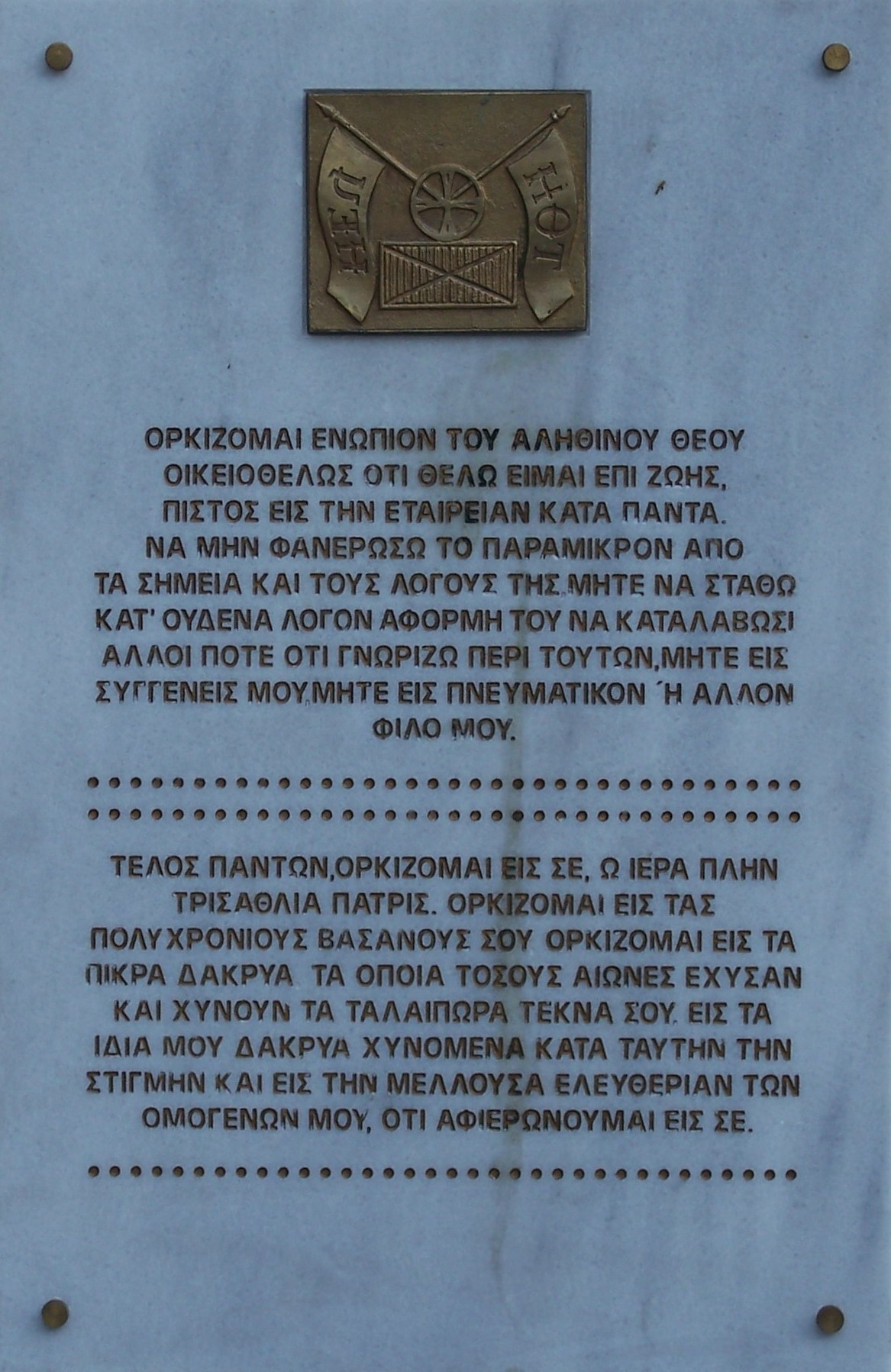
Extracto del juramento de los miembros de la Hetairia.
Traducción: «Juro, en nombre del Dios verdadero, desear con todas mis fuerzas permanecer fiel en todo a la Etería, durante toda mi vida, no revelar absolutamente nada de sus secretos ni de sus intercambios, no dar a otros la oportunidad de notar que estoy informado de ellos, ya sea mi familia, mi confesor o un amigo. […] Finalmente, juro, por ti, oh santa pero desdichada patria, por los interminables tormentos que has soportado, por las amargas lágrimas que durante tantos siglos tus desdichados hijos han derramado y aún derraman, por las lágrimas que yo mismo derramo en este momento, y por la futura libertad de mis compatriotas, juro dedicarme por completo a ti, mi patria.»
Monumento en Kolonaki.

Dependiendo de la fuente, los miembros se dividían en tre s, cinco  o siete clases:
1. los Hermanos (en griego: ἀδελφοποιητοί, romanizado: adelfopiití o en griego: βλάμηδες, romanizado: vlámides) para los miembros analfabetos;
2. los Asociados o Recomendados o Aprobados (en griego: συστημένοι, romanizado: systimeni) para los eruditos;
3. los Sacerdotes (en griego: ἱερείς, romanizado: ierís) que podían reclutar miembros en los dos niveles inferiores;
4. los Pastores o Pastores (en griego: ποιμένες, romanizado: piménes) a menudo los miembros muy ricos;
5. los Archipastores (en griego: ἀρχιποίμενες)[11];
6. los Iniciados[11];
7. los Estrategas o Jefes de los Iniciados;[11]
8. el Directorio Invisible. (en griego: Ἀόρατη Ἀρχή, romanizado: Aórati Arkhí)[4][12] Inicialmente, solo los tres fundadores (Nikólaos Skoúfas, Athanásios Tsakálof y Emmanouíl Xánthos) constituyeron este Directorio Invisible. Otros entraron después. La principal ventaja de la invisibilidad era mantener los rumores sobre los miembros. Así, se podría sugerir que el propio zar Alejandro I de Rusia era el jefe de la Hetería.[4] Solo los «Iniciados» y los «Estrategas» tenían derecho al mando militar.[11]

La iniciación se inspiró en los rituales masónicos. Cada nuevo miembro tenía que hacer un juramento sobre la fe ortodoxa y los iconos sagrados, pero el sacerdote oficiante (hetairista) explicaba que recibía al nuevo miembro.

en virtud del poder que le habían otorgado los sumos sacerdotes de los Misterios eleusinos

 Otra forma de iniciación se habría inspirado en lo que se hacía entre los albaneses. Dos hombres que deseaban convertirse en hermanos intercambiarían armas alrededor de un altar, se darían la mano y dirían: 

Tu vida es mi vida y tu alma es mi alma

, y juraban proteger la familia y el hogar del otro durante su ausencia.
̟Yannis Makriyannis relata en sus Memorias su iniciación por un sacerdote, tesorero de la Etería, en 1819 o 1820. Parece que fue sólo un juramento sobre iconos en el que prometía no revelar nada sobre la sociedad ni los signos de reconocimiento de los miembros.
Si solo pedía al Hermano un fusil y cincuenta cartuchos, el aprobado debía llevar un signo distintivo (una cruz sobre una media luna). Ellos le dieron este discurso: 

Lucha por la fe y la patria; comprométete a odiar, perseguir y exterminar a los enemigos de la religión nacional y de tu patria

 El objetivo de la sociedad (la liberación de Grecia) se reveló solo desde el rango de Sacerdote, pero todos los miembros sabían que tenían que luchar contra los otomanos. El Estratega recibió una espada y le dijeron: 

La patria te la da para que te sirvas de ella

 Los miembros de la clase Sacerdotal eran numerosos. Este rango fue uno de los más interesantes. Daba derecho a reclutar y conferir a otros miembros el rango de Sacerdote, pero la contribución no era tan alta ni tan regular como en los rangos superiores.

### Una organización secreta

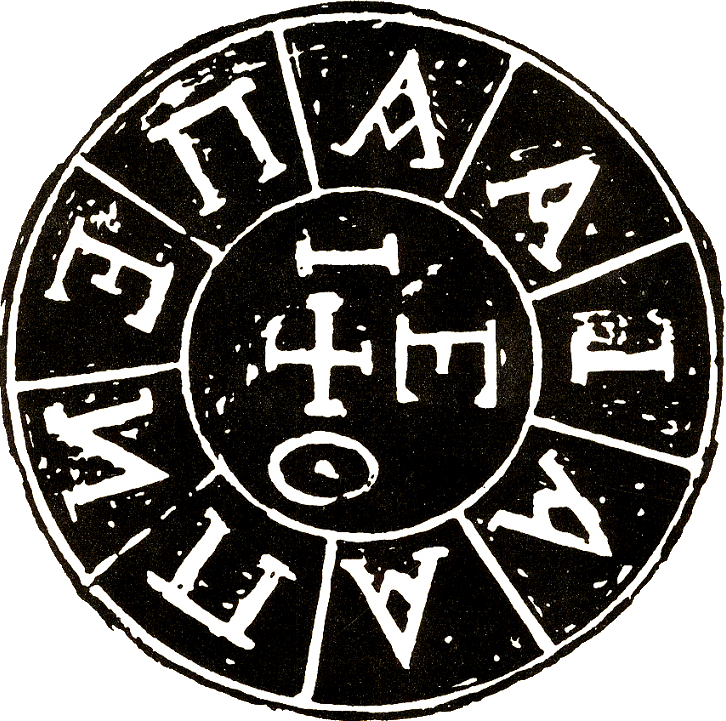
El sello de la sociedad.

El destino de Rigas había servido de lección. El secreto absoluto se convirtió en la regla de operación. Todos los documentos emitidos por la Etería estaban codificados, con diferentes códigos. Los diplomas de membresía fueron codificados con una simple sustitución: 2 reemplazabala letra Θ, 8 reemplazaba la letra Ω y Ο, 9 reemplazaba Π, etc. Otros códigos eran más complejos y algunos aún no han sido descifrados. Los miembros eran conocidos solo por números (Theódoros Kolokotrónis era 118) o por apodo (El Buen Cazador, El Noble, El Perezoso,  etc. También se ocultaron palabras útiles para preparar la insurrección: "elefante" para "barco grande", "caballo" para "barco pequeño", "bailarines" para "banda de pallikares", "adulterio" para "asesinato", "los hombres duros" para los "ingleses", "los okupas" para los "turcos" y "los valientes" para los "griegos", etc.

### Financiación
La pertenencia a la Etería implicaba la obligación de participar en su financiación. Para los más pobres, al momento de la iniciación se solicitaba una pequeña suma, acompañada de una carta (en caso de que las autoridades otomanas la confiscaran) explicando que la suma estaba destinada a un amigo perdido hacía mucho tiempo en necesidad. Para los más ricos, la carta explicaba su apego a su pueblo natal, que añoraban desde su exilio europeo, y su deseo de participar en la financiación de la escuela del pueblo. Debido al bajo reclutamiento en los primeros años, también se recortó la financiación. Además, todos los miembros, hasta el Hermano más bajo, debían tener a su disposición un fusil y cincuenta cartuchos.
Las cantidades que se pagaban al hacerse miembro variaban según la riqueza. Alexandros Mavrokordátos, de origen fanariota, pagó 1000 florines en octubre de 1816; Panayiotis Sekéris donó 10 000 piastras (o grossia)[N 4] en su iniciación en mayo de 1818, antes de hacer otra donación durante el verano. Otros miembros, como N. Speliádes (septiembre de 1816) o Christóphoros Perrevós (marzo de 1817) pagaron solo un florín y Yeóryios Dhikéos, llamado Papaphléssas (junio de 1818), 10 grossia. durante su iniciación en mayo de 1818, antes de hacer una nueva donación durante el verano. Otros miembros, como N. Speliádes (septiembre de 1816) o Christóphoros Perrevós (marzo de 1817) pagaron solo un florín y Yeóryios  llamado Papaphléssas (junio de 1818) 10 grossia.

### Miembros

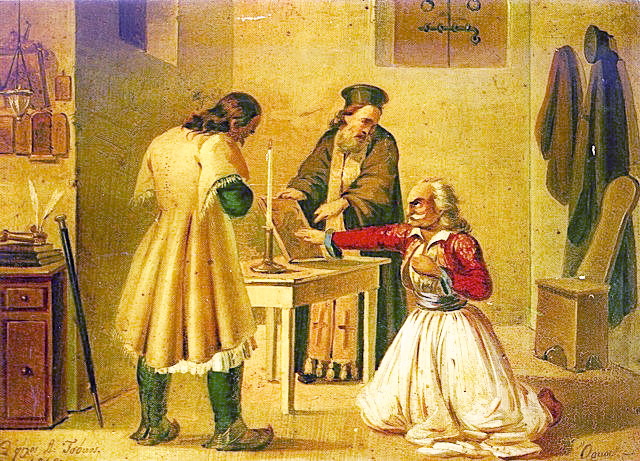
El Juramento (Dionysos Tsokos, 1849) ilustra una ceremonia de iniciación: el pope parece ser Grigórios Phléssas, el combatiente Theodoros Kolokotronis.

El estudio de algunas listas, memorandos y documentos permite trazar la evolución del reclutamiento y elaborar estadísticas no siempre completas. Pero aparecen las primeras dificultades: en 1816, 20 miembros y en 1817, 42 miembros. En el verano de 1818, el número de miembros era sólo de 51. Se iniciaron 311 nuevos miembros entre junio de 1818 y junio de 1819, pero sólo 90 en la segunda mitad de 1819. Las estadísticas también proporcionan información sobre el perfil de los miembros. En 1819 la Filikí Etería contaba con 452 socios, entre ellos 153 comerciantes y armadores, 60 "notables", 36 militares, 24 clérigos, 23 miembros de una administración, 22 maestros y estudiantes, 16 miembros de diversas profesiones liberales, 10 médicos, 4 abogados y 104 de profesión desconocida. Así, el 44% pertenecía a la clase comerciante y el 41% a la burocracia o la ‘intelectualidad’.
Treinta y seis de estos miembros procedían de Rusia, 25 de los principados de Moldavia y Valaquia, 62 de Constantinopla, 125 del Peloponeso, 25 de las islas del Egeo y 41 de las islas Jónicas (donde el número de miembros aumentó después de una visita de Kapodistrias). Cincuenta y siete procedían de otros lugares diversos (Italia, Egipto, Siria, etc.) y se desconoce el origen de 81. Los miembros eran en los primeros años hombres jóvenes, cuya proporción disminuyó. En 1818, más del 70% tenían menos de 40 años. En 1819, representaban menos de la mitad.
Al comienzo de la insurrección, la Etería tenía 1093 miembros.Pero Brunet de Presle y Blanchet dan la cifra de 200 000 afiliados. La cifra parece demasiado alta para cubrir cualquier realidad. También es sorprendente la diferencia entre las fuentes. Brewer solo puede contar los miembros más importantes, y Brunet y Blanchet incluyen todo el clan del miembro en su cálculo. Tres cuartas partes no vivían en Grecia. La mitad residía en Rusia, Moldavia y Valaquia. Más de la mitad tenían una actividad comercial: comerciantes, empleados comerciales y capitanes de barco. Los intelectuales (maestros, médicos, etc.) y los "primats" (terratenientes) juntos representaban solo el 10% de los miembros, al igual que los militares y los miembros del clero, que juntos también apenas superaban el 10%. Había sólo seis campesinos
El Patriarca de Constantinopla Grigorios fue abordado durante una visita que realizó al Monte Athos. Él se negó, pero en junio de 1819, según se dice, proporcionó una contribución de 45 000 piastras para «construir una escuela» en la península de Mani. Ya sea que la construcción fuera real o una contribución a la Hetairia, sirvió como evidencia para las autoridades otomanas. Esta posible implicación en la Etería fue una de las acusaciones presentadas contra él en abril de 1821 antes de su ejecución.

## Historia

### Comienzos difíciles

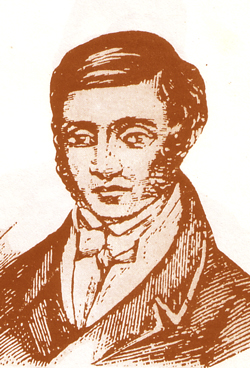
Athanásios Tsakálof.

Tuvo un comienzo difícil: en 1816 sólo se habían reclutado veinte nuevos miembros y en 1817, el número había llegado a solo cuarenta y dos: unos pocos miembros en Italia, uno en Viena, pero ninguno en Londres, París, Marsella o Ámsterdam, las principales ciudades de la diáspora mercantil griega. De hecho, los fundadores no eran realmente parte de la próspera clase mercantil griega. No eran lo suficientemente ricos para tener las redes y el respeto de la diáspora. Los primeros reclutas no lo eran tanto. Ioannis Kapodistrias incluso los llamó «miserables empleados comerciales».
A partir de septiembre de 1814, los tres fundadores se separaron. Xánthos fue a Constantinopla. Skoúfas y Tsakálov partieron hacia Moscú. Allí reclutaron a Geо́rgios Sekéris en octubre. Su hermano Panayiotis fue posteriormente uno de los principales contribuyentes. Skoúfas luego regresó a Odesa, donde inició a cuatro capitanes griegos del ejército ruso. Habían servido durante la ocupación rusa de las islas Jónicas. Se dirigían a San Petersburgo para cobrar sus salarios atrasados utilizando la influencia de Ioannis Kapodistrias. Uno de estos cuatro capitanes, Anagnostaras, fue uno de los reclutadores más eficaces de la Etería: él solo inició a cuarenta y nueve nuevos miembros antes del comienzo de la Guerra de la Independencia. Skoúfas también reclutó a Nikolaos Galátis de Ítaca, quien afirmaba ser un conde y tener la confianza de Kapodistrias.

### Un cambio de estrategia
Durante el invierno de 1817-1818, los tres fundadores, reunidos en Constantinopla, consideraron disolver la asociación. Finalmente acordaron racionalizar la actividad. Casi nunca habían estado juntos en el mismo país desde la fundación. También se habían dispersado por todos los países de Europa. Decidieron establecer el cuartel general de la Etería en Constantinopla, capital del Imperio que querían derrocar y sobre todo donde la policía política era menos eficaz que en Rusia o en los estados austriacos. Se decidió sobre todo concentrar las actividades y el reclutamiento en la propia Grecia. Los cuatro capitanes iniciados en Odesa fueron puestos a trabajar. Anagnostaras fue enviado a Hidra, Spetses y el Peloponeso, un segundo al noreste de Grecia y los dos últimos a Mani. La racionalización también implicó la creación de "eforias" en las principales ciudades de Europa Central y Oriental. Cada eforía tenía sus tesoreros (los comerciantes griegos más ricos de la ciudad) y se correspondía con la sede en Constantinopla, que era la encargada de dirigirlas y coordinarlas. Ioónina, Bucarest, Trieste, Iași, Moscú, Pest se convirtieron en el centro de la 'eforia', así como Esmirna, Quíos, Samos, Kalamata o Mesolongi y otros.
Los problemas financieros se solucionaron gracias a dos donaciones de Panayiotis Sekéris (35 000 piastras en total. Luego prometió dedicar toda su fortuna a la "causa". Fue nombrado miembro del Directorio Invisible.
Sin embargo, la Etería fue golpeada el 31 de julio de1818 por la muerte de uno de sus fundadores, Nikólaos Skoúfas.

### El fracaso del reclutamiento de Ioánnis Kapodístrias

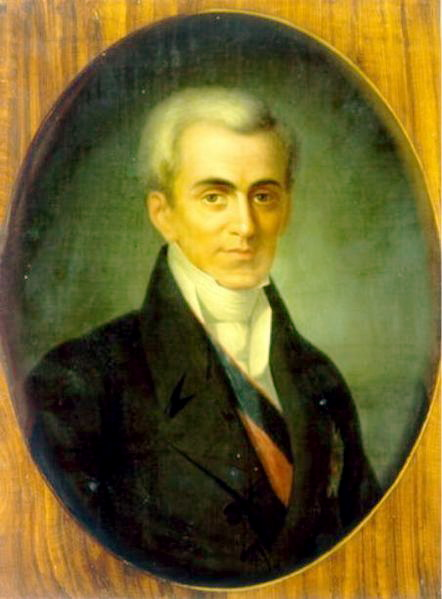
Ioannis Antonios Kapodistrias.

El siguiente paso era encontrar un líder carismático que pudiera ser proclamado abiertamente y que aportara el apoyo de una gran nación. La elección recayó en Ioannis Kapodistrias. Xánthos fue enviado a San Petersburgo para intentar convencerle. Procedía de una acaudalada familia de Corfú, redactó la constitución de la República Autónoma de las Siete Islas y fue miembro de su gobierno. Se había hecho un nombre durante la ocupación rusa del archipiélago y había entrado en la diplomacia rusa, llegando a ser ministro, asociado con Karl Nesselrode.
Sin embargo, ya en 1817, Nikólaos Galátis se dirigió a Kapodistrias en San Petersburgo y le ofreció la dirección de la Etería. Fue rechazado categóricamente. Galátis ya había caído en desgracia en la capital rusa. Allí vivía a todo tren, gracias a numerosos préstamos que no devolvía. Se asoció con conspiradores conocidos por todos. Afirmaba disponer de mil hombres y decía estar dispuesto a asesinar al zar en cuanto recibiera la orden. Esto no podía jugar a su favor con un ministro del Emperador. Galátis viajó entonces a las provincias del Danubio, donde reclutó a muchos miembros. En 1818 llegó a Constantinopla, donde intentó extorsionar a los tres fundadores con la amenaza de denunciarlos. Le convencieron para que fuera a Magne a reclutar nuevos miembros. Tsákalov le acompañó. Se detuvieron cerca de Ermioni, en Argólida. Galátis fue entonces víctima de adulterio, el primero en la historia de la Etería.
A Xánthos le precedió en 1819 Kamárinos, enviado por el maniota Pétros Mavromichális. Kamárinos llevaba una carta en la que pedía a Kapodístrias que le ayudara a «financiar una escuela» en Magne y un mensaje oral en el que le pedía que dirigiera la Etería. La negativa de Kapodístrias conmocionó tanto a Kamárinos que no pudo dejar de hablar de ello cuando llegó a Constantinopla para informar al cuartel general. Debió de hablar demasiado, porque él también fue víctima del adulterio. 
Las brutales y rápidas muertes de Galátis y Kamárinos también podrían explicarse por el hecho de que sabían demasiado, especialmente la no implicación de Kapodístrias, de quien se rumoreaba que era miembro del Directorio Invisible y partidario del poder ruso.

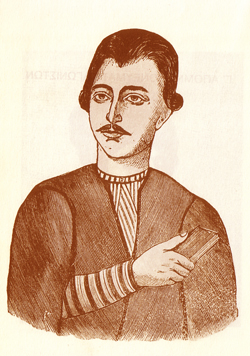
Emmanouíl Xánthos.

Emmanouíl Xánthos tenía potencialmente más peso. Fue uno de los fundadores de la Etería, que dirigía como miembro de la Dirección Invisible. A sus 48 años, contaba además con la ventaja de la madurez. Además, contaba con una carta de presentación escrita por un amigo de la infancia de Kapodístrias, Ánthimos Gazís, entonces director de una escuela en el Pélion. De hecho, la idea era que, si Kapodístrias volvía a negarse, no se sintiera alienado por la personalidad del emisario, para que él mismo sugiriera una solución alternativa. Xánthos llegó a San Petersburgo en enero de 1820. Inmediatamente jugó sus cartas, revelando todas las interioridades de la organización al ministro del Zar. Kapodístrias volvió a negarse, principalmente porque era el ministro del zar. Una segunda reunión fue organizada por el secretario particular de Kapodístrias, miembro de la Etereía. Fue un nuevo y definitivo rechazo el 15| de enero de 1820.. Sin embargo, «financió algunas escuelas».

### El apoyo y la traición de Alí Pachá
A principios de 1820, los principales miembros de la Etería en el Peloponeso se reunieron en Tripolizza, entonces capital política otomana de la península. Antes de ir más lejos, querían asegurarse el apoyo de Rusia, como sugería el Directorio Invisible. Nombraron a uno de los suyos, Ioannis Paparrigopoulos, emisario ante el Directorio Invisible (Αρχή) y luego ante Rusia. Exigieron al Directorio la creación de una ephoria para la península, con el fin de coordinar todas las acciones y obligar a los miembros a obedecerle, so pena de exclusión y para disponer de una tesorería controlada por los miembros más respetables de la región que centralizaría las suscripciones de los Hermanos del Peloponeso y de las Islas Jónicas y que sólo gastaría las sumas previo acuerdo del Directorio. También querían que la correspondencia entre el Directorio y el Peloponeso estuviera asegurada por los hermanos de Hidra, una isla más o menos autónoma cuyos barcos estaban a salvo del abordaje de los otomanos.
Alí Pachá de Yánina había conocido a Paparrigopoulos unos años antes. Le invitó a visitarle en Préveza. El pachá quería independizarse completamente de la soberanía del sultán. Buscaba aliados para romper con la Sublime Puerta (nombre que a veces recibía el gobierno del Imperio otomano). Por ello, se dirigió a la Eteríac on la esperanza de ganarse la amistad de Rusia, ya que la Etería afirmaba contar con el apoyo del Imperio zarista. Aconsejado por Germanós III de Patras, Paparrigopoulos se hizo confidente del bajá de Yánina. A cambio, Alí Pachá dio su apoyo a la Etería e insistió en que Paparrigopoulos lo hiciera saber al Directorio y a Rusia.
Al mismo tiempo, Alí Pachá intentó asesinar a uno de sus enemigos políticos, Ismael Pachá, en Constantinopla. El fracaso provocó una ruptura entre Alí Pachá y la Puerta. El 23 de marzo de 1820, anunció abiertamente que era el libertador de los griegos. Paparrigopoulos, desde Constantinopla, le informó de que contaba con el apoyo de la Etería. El sultán envió primero a Ismael Pachá y luego a Hurshid Pachá, gobernador del Peloponeso, a la cabeza de miles de hombres procedentes de las distintas provincias del Imperio otomano para aplastar a su súbdito rebelde. Los kleftes griegos, comandados por miembros de la Etería, como Odysseas Androutsos, lucharon en el campamento de Alí Pachá. Esta movilización de las tropas otomanas en Epiro también sirvió a los objetivos de la Etería: la liberación de otras provincias podría ser más fácil. Sin embargo, en enero de 1821, Alí Pachá, que intentaba recuperar el favor del sultán, denunció a la Etería y a sus miembros en cartas que envió a Constantinopla. Esta traición fue uno de los muchos elementos que informaron a la Puerta de lo que estaba ocurriendo, obligando a la Etería a acelerar el curso de los acontecimientos.  A pesar de ello, las tropas otomanas permanecieron concentradas en torno a Ioánina, dejando las demás provincias a su suerte.

### La guerra de Independencia de Grecia

#### El reclutamiento de Aléxandros Ipsilantis

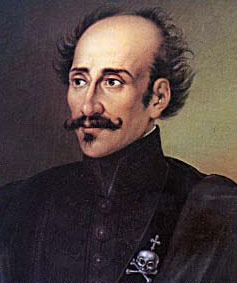
Aléxandros Ipsilantis por D. Tsokos.

Aléxandros Ipsilantis era otra posibilidad. Ayudante de campo del Zar, había perdido un brazo en la Batalla de Dresde y sus dos hermanos ya eran miembros de la Etería. Xánthos adoptó una actitud prudente para no ser rechazado de nuevo, lo que habría sido desastroso. En su primer encuentro, habló del destino de los griegos bajo el yugo otomano. Al día siguiente, tras dar tiempo a Ipsilantis para reflexionar y preguntarse qué podía hacer para aliviar el sufrimiento de sus compatriotas, se planteó la cuestión. Ipsilantis aceptó con entusiasmo. Se convirtió en jefe de la Etería Ellinikí, no de la Etería Filikí, como indica el documento que firmó el 12 de abril de 1820. La Hetería de la s Amigos se nacionalizó con el nombre de Etería de los griegos.
Aléxandros Ipsilantis dejó entonces el servicio del zar con el pretexto de ir a Besarabia a tomar las aguas. Dijo, y sus biógrafos del siglo XIX con él, que antes de abandonar San Petersburgo, fue al Tsarskoye Selo y se encontró con el zar, en cuyo hombro lloró por la suerte de los griegos. El zar le prometió entonces: «Si estalla un clamor en Grecia, mis cosacos irán a apoyarlo». Paparrigópulos, todavía encargado por el Peloponeso de conseguir el apoyo ruso, e Ipsilantis, que empezaba a dudar de la capacidad militar de los eteristas, se reunieron en Odesa en el verano de 1820. Se dice que el ayudante de campo del zar relató su conmovedor encuentro con el soberano. Paparrigopoulos, por su parte, habría utilizado un documento en blanco que se le entregó, con las firmas de los miembros más importantes de la península, para redactar una lista detallada (pero inventada) de armas, municiones y finanzas para tranquilizar a Ipsilantis, que estaba firmemente convencido (erróneamente) de que 25 000 hombres ya estaban en armas en el Peloponeso y que Tripolizza, la capital otomana, ya estaba prácticamente en manos griegas.

#### El estallido de la insurrección
El 7 de octubre de 1820, tuvo lugar una reunión de la Etería en Izmail en Besarabia, por iniciativa del papa Grigorios Papaflessass. Se decidió precipitar los acontecimientos. Se elaboró un plan inicial. El líder de la Etería, Ipsilantis, debía viajar al Peloponeso para lanzar la insurrección.  Papaflessass fue enviado a preparar el terreno. Desde Argos, en diciembre, envió cartas a los distintos caudillos de la península para advertirles de la inminencia del levantamiento.
Se sugirió otro plan. Se propuso a Ipsilantis atacar a los turcos desde los principados de Moldavia y Valaquia, que los eteristas reunidos en Izmail sabían que simpatizaban con su causa, tanto por parte de sus príncipes (u hospodars) phanariotes, como por parte de la sociedad local, que había proporcionado el ejército de Pandoures (irregulares, el equivalente rumano de los pallikares griegos), levantado por un etarista valaco, Tudor Vladimirescu, vasallo de la Sublime Puerta, pero favorable a la causa griega, el hospodar' de Moldavia, Mihalis Soútsos era a su vez miembro de la Etería. La administración de los fanariotas, donde había muchos griegos, también estaba en gran parte afiliada a la Etería, al igual que muchos comerciantes griegos. Además, estos principados ortodoxos, vasallos pero autónomos, carecían de población musulmana y solo estaban defendidos por unos centenares de soldados turcos, ya que los demás habían sido movilizados contra Alí Pachá de Ioánina. Además, eran codiciados desde hacía tiempo por el Imperio ruso, que ya se había apoderado de la mitad de Moldavia (Besarabia) en 1812. Lanzar una insurrección allí sólo podía satisfacer al zar y ganarse su apoyo permanente. Por último, los tratados entre el Imperio ruso y el Imperio otomano habían prohibido a la Puerta enviar tropas a las provincias del Danubio sin el acuerdo de San Petersburgo. Así que se daban todas las condiciones para que este fuera un primer objetivo.

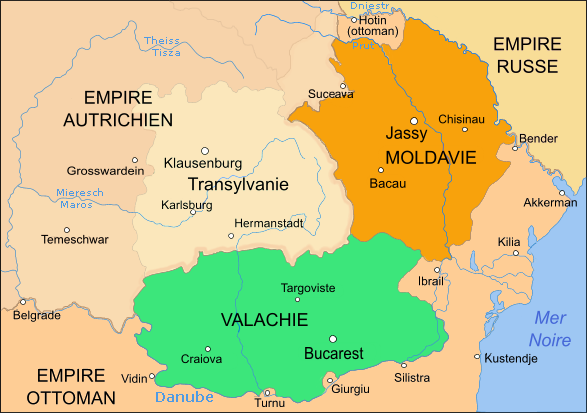
Moldavia y Valaquia a principios del.

A finales de enero de 1821, dos agentes de Ipsilantis, que llevaban cartas sobre la insurrección firmadas por él, fueron capturados en Serbia y Salónica. Se arriesgó a ser destituido por el zar. Hubo que precipitar los acontecimientos. El 26 de febrero de 1821, en Chisináu, Ipsilantis fijó la fecha definitiva de la insurrección para el 25 de marzo en la propia Grecia y cruzó el río Prout el 22 de febrero, desencadenando así la insurrección en los principados de Moldavia y Valaquia.

#### La revolución de 1821 en Moldavia y Valaquia

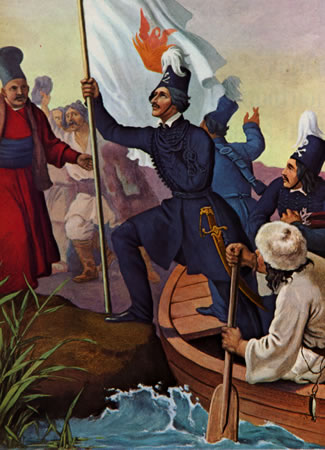
Aléxandros Ipsilantis acaba de cruzar el río Prout hacia Moldavia el 6 de marzo de 1821 y es recibido por Mihalis Soútsos con la tiara hospodar y vitoreado por los campesinos moldavos. Pintura de Peter von Hess.

Las recientes interpretaciones historiográficas de los hechos difieren. En Rumania se habla de una revolución nacional rumana «traicionada por los griegos», y en Grecia de un movimiento insurreccional de los griegos de los «principados danubianos». En realidad, se trató de una compleja serie de operaciones en las que los intereses de las distintas partes a veces convergían y a veces divergían. El voivoda fanariota de Moldavia, Mihail II Șuțu, miembro de la Etería, era partidario de la sublevación, pero, precavido, jugó a dos bandas: informó a su embajador en Constantinopla del inminente ataque a Ipsilantis y le ordenó que pidiera instrucciones al sultán, su soberano. De este modo, si la revuelta fracasaba, él estaría cubierto. Si tenía éxito, no tendría que preocuparse de seguir las instrucciones del sultán.
En marzo, el zar y Kapodístrias condenaron el estallido de la insurrección griega en el Congreso de Laybach, después Alejandro I expulsó a Ipsilantis de su ejército y le prohibió volver a pisar territorio ruso. Al mismo tiempo, el patriarca de Constantinopla Gregorio V de Constantinopla emitió un anatema contra la Etería por poner en peligro a la Iglesia Ortodoxa de Constantinopla. Aunque estos golpes al movimiento no desanimaron a Ipsilantis, su causa se resintió. Fue abandonado por algunas de sus tropas, así como por Mihalis Soútsos, que huyó a Rusia. Se estableció el 16 de abril en Târgoviște, en Valaquia, con poco más de 600 hombres. De ellos, había organizado a los más jóvenes y ardientes en un batallón sagrado vestido de negro con una calavera y huesos cruzados sobre el lema Libertad o Muerte como emblema.

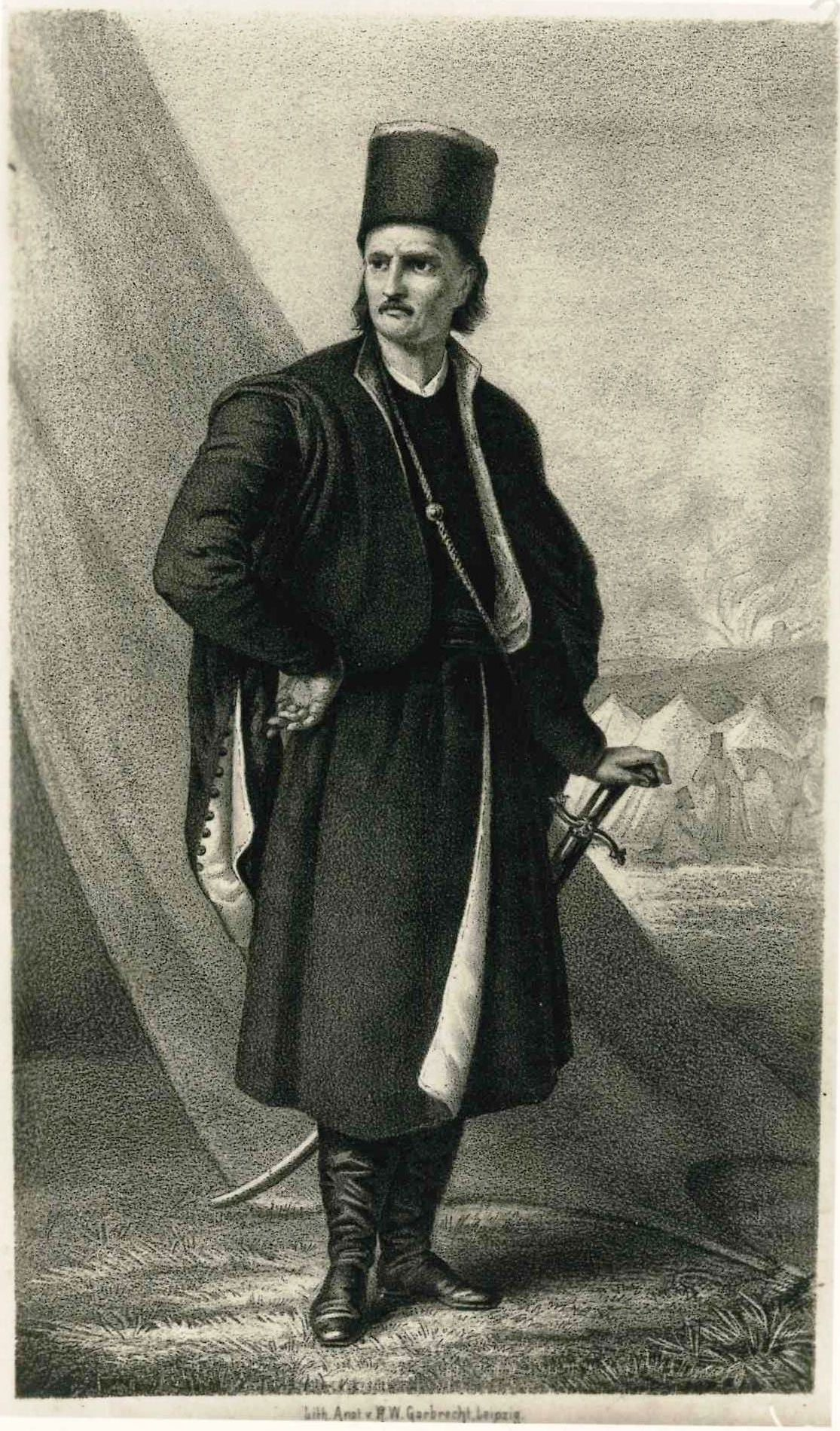
Tudor Vladimirescu.

El eterista valaco Tudor Vladimirescu aprovechó la entrada de Ipsilantis en los principados rumanos para lanzar una revolución coordinada con el intento griego. El acuerdo entre Vladimirescu e Ipsilantis estipulaba que los panduros de Vlach debían dar prioridad a asegurar el paso de Ipsilantis a través del Danubio hacia Grecia. Pero el ejército de Vladimirescu estaba lleno de conflictos internos. Por un lado, algunos capitanes panduros, de origen rural, consideraban a las tropas de Ipsilantis como una banda de saqueadores a los que había que doblegar, y tenían como objetivo prioritario Bucarest y la abolición del régimen fanariota. Por otra parte, varios oficiales de Vladimirescu eran eteristas de alto rango, de origen burgués, a veces fanariota, y estaban resentidos con su disciplina y su política. El propio lugarteniente de Vladimirescu, el griego Iorgaki Olimpiotis, denunció su política ante las tropas, lo arrestaron y lo llevaron al campo de Ipsilantis, donde fue juzgado y ejecutado el 28 de mayo de 1821 por traicionar a la Etería. 
La mayoría de los panduros, unos 3000 hombres, se disolvieron y abandonaron el campamento; el resto (menos de mil), liderados por Preda Drugănescu, se unieron a los 600 hombres de Ipsilantis. A partir de entonces, su situación militar fue muy precaria. A mediados de junio, Ipsilantis intentó avanzar hacia el norte. El 13 de junio de 1821, las tropas otomanas habían reconquistado Jassy en Moldavia. Marcharon hacia el sur y entraron en Valaquia, encontrándose con Ipsilantis, que huyó hacia el oeste. La batalla de Drăgășani tuvo lugar el 19 de junio, en Drăgășani (en el Județ de Vâlcea). Allí, el batallón aagrado comandado por Iorgaki Olimpiotis y el hermano menor de Ipsilantis, Nikolaos, junto con 500 soldados de caballería comandados por Vasílios Karaviás, fueron destrozados por las tropas otomanas. Vasílios Karaviás y sus hombres huyeron. Iorgaki Olimpiotis consiguió salvar a un centenar de hombres (entre ellos Athanásios Tsakálof, uno de los fundadores de la Filikí Etería) y el estandarte de la unidad. El resto del batallón sagrado, más de 400 hombres, pereció. La única batalla campal entre Ipsilantis y la Etería en los principados rumanos acabó en desastre. El ejército se desmoronó. Ipsilantis consiguió llegar de algún modo al Imperio austríaco, donde acabó su vida en prisión.

#### En Grecia
[Papaphléssas, clérigo y miembro de la Etería, había sido enviado a Grecia primero para preparar el terreno de Ipsilantis y luego para preparar la insurrección. A pesar de sus estudios y de su posición religiosa, era un ardiente partidario de la acción: «¡Necesitamos acción! Hablar no es trabajar. Uno no se hace hombre sentándose en su club y calentándose junto a la estufa».} Su propaganda revolucionaria en el Peloponeso acabó preocupando a los «notables» (clérigos y terratenientes) que habían adquirido su riqueza y poder al servicio de los ocupantes otomanos. Estos «primados» («proésti» o «prókriti» en griego y «koyabași» en turco) solo habían apoyado a la Etería porque querían sustituir la autoridad otomana por la suya propia. Temían verse superados por hombres y discursos más radicales. Estos primados, dirigidos por Germanós III de Patras, se reunieron en Patras y en otoño de 1820 intentaron organizar y coordinar las actividades de la Etería en la península. Paparrigopoulos acababa de regresar de su misión. Declaró que la creación de la «Eforía» había sido aprobada por el Directorio Invisible y validada por Ipsilantis. Se creó un comité central. Estaba compuesto por seis miembros, con Ioannis Vlasapoulos como presidente y Ioannis Papadiamantopoulos y Panagiotis Arvalis como tesoreros. Estos nombramientos provocaron el descontento y la acción del comité central se paralizó casi de inmediato. El Peloponeso fue dividido en siete gobiernos locales o «eforatos». No se consiguió el objetivo deseado. Los discursos moderados de los primados miembros de la Hétairie alienaron a gran parte de la población.
Papaphléssas dijo a todo el que quisiera escucharle, y también en sus informes enviados a Ipsilantis, que Rusia estaba almacenando armas en Hidra; que los griegos estaban almacenando armas en todo el Peloponeso; que los fanariotas estaban dispuestos a incendiar los principales distritos y el arsenal de Constantinopla; que diez bergantines hidriotas iban a apoderarse del sultán con su ayuda y obligarle a conceder la independencia a Grecia. El eforato del Peloponeso le citó el 26 de enero de 1821 en Egio. Se defendió mostrando las credenciales que le había concedido Ipsilantis. Sin embargo, el consejo central le pidió que cesara en sus actividades y se retirara a su casa. Se convocó una reunión de los miembros peloponesios de la Etería en Patras para nombrar un nuevo representante de Ipsilantis para la región y un nuevo emisario ante el zar para conocer de nuevo las intenciones de Rusia. Tal actitud no podía satisfacer a la población ni a los señores de la guerra.
Uno de los precursores de la insurrección nacional griega fue el ataque de Nikolaos Souliotes, miembro de la Etería reclutado por Papaphléssas, contra mensajeros otomanos cerca de Agridi.  En segundo lugar, la mayoría de los caudillos que dirigieron el conflicto eran miembros de la Filikí Etería, que había cumplido así su papel de preparar y coordinar la insurrección.

### La declaración de independencia y el fin de la Filikí Etería
El 3 de enero de 1822, la Asamblea Nacional de Epidauro, tras proclamar la independencia (reconocida casi diez años después por las potencias occidentales), abandonó definitivamente la bandera de la Filikí Etería y adoptó la azul y blanca . Este fue el final de la Etería, que había desempeñado su papel en el levantamiento nacional y la liberación de Grecia.